# Chanel N° 5

Chanel Nº 5 i den klassiska flaskan.

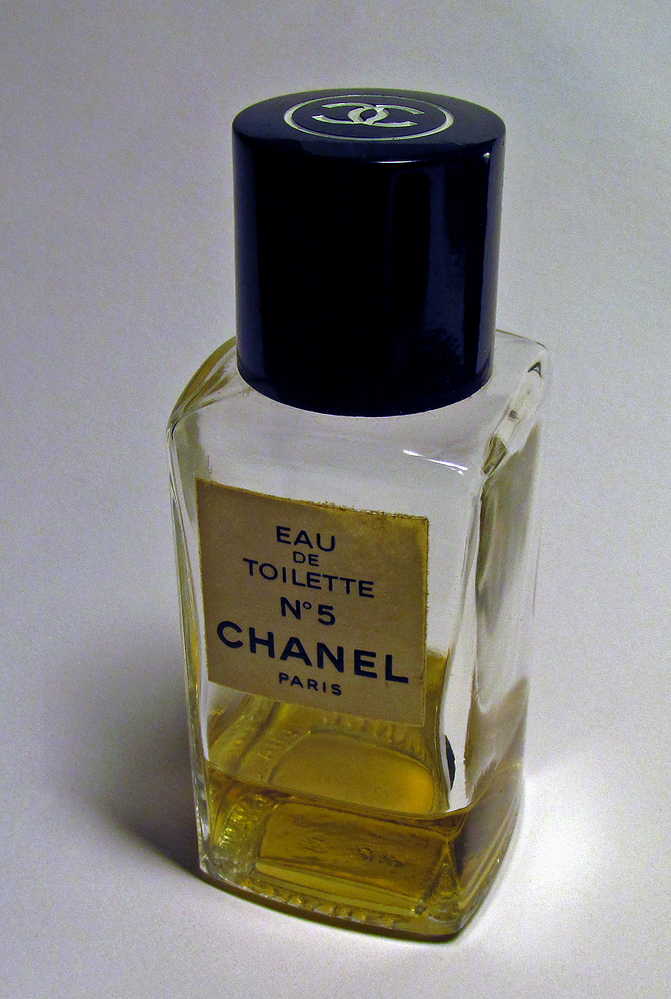
Parfymer finns i flera koncentrationer, Eau de parfum, Eau de toilette och Eau de Cologne. På bilden en Chanel N°5 Eau de toilette, från 1970.

Chanel Nº 5 är en av de mest välkända parfymerna i världen. Det var den första doften från den parisiska modeskaparen Gabrielle "Coco" Chanel, lanserad i maj 1921. Doftformeln skapades av den fransk-ryske kemisten och parfymören Ernest Beaux. Det var också den första aldehydiska parfymen på marknaden. Parfymer finns i flera koncentrationer, eau de parfum, eau de toilette och eau de Cologne.
Den fick sitt namn då fler olika dofter skapats för att Coco skulle avgöra vilken hon föredrog och de var märkta No. 1, No. 2 etc. Det blev den femte flaskan som Chanel kom att föredra. 
Särskilt känt blev märket över trettio år senare, 1953, då Marilyn Monroe fick frågan vad hon hade på sig när hon sov. Hon svarade att hon bar "två droppar Chanel No. 5". Försäljningen ökade markant, en marknadsföring som inte kostade Chanel något.